# Église de Renko
L'église de Renko (en finnois : Rengon kirkko) est une église évangélique-luthérienne située dans le quartier de Renko à Hämeenlinna en Finlande. 

## Présentation
L'église, dédiée à saint Jacques, est construite entre 1510 et 1550 ou dans les années 1560.
Elle est située sur la route des bœufs du Häme qui est un axe important de l'époque.
L'église octogonale est abandonnées au XVIIe siècle.
Il reste peu de l'église médiévale car elle est démolie en 1783 et l'on ne garde que ses soubassements avant de la reconstruire.
L'orgue à 15 jeux est fabriqué en 1981 par la fabrique d'orgues de Kangasala.
À proximité de l'édifice se trouve le musée de la route des bœufs du Häme (fi) qui présente, entre-autres, des éléments liés à l'histoire de l'église.